# Ipomoea triflora
Ipomoea triflora är en vindeväxtart som beskrevs av Forsk. Ipomoea triflora ingår i släktet praktvindor, och familjen vindeväxter. Inga underarter finns listade i Catalogue of Life.